# Центр исследований Бутана
Центр исследований Бутана (дзонг-кэ དཔལ་འབྲུག་ཞིབ་འཇུག་ལྟེ་བ་, англ. Centre for Bhutan Studies) — научно-исследовательский институт в Тхимпху, Бутан. Центр был основан в 1999 году для содействия научным исследованиям и развития образования в Бутане.
Директор центра — дашо Карма Ура.
С 1999 года центром регулярно издаётся научный журнал на английском языке The Journal of Bhutan Studies.